# Schism
«Schism» es una canción de la banda estadounidense de metal progresivo Tool. Es el primer sencillo de su tercer álbum de larga duración Lateralus. En 2002, Tool recibió el premio Grammy a la "mejor interpretación de Metal" por esta canción.
El 20 de diciembre de 2005, la canción salió a la venta como sencillo en formato DVD, el cual contiene el vídeo musical, un comentario hecho por el líder de The Jesus Lizard, David Yow,  y un remix a cargo de Lustmord.
Es el primer ingreso de una canción de la banda en el Billboard Hot 100, alcanzando el puesto 67 y permaneciendo 20 semanas en la lista. También alcanzó la segunda ubicación en las listas de música rock, Modern Rock Tracks y Mainstream Rock Tracks respectivamente.
Esta canción aparece en el videojuego de música Guitar Hero World Tour, al igual que «Parabola» y «Vicarious».

## Video musical
El video oficial de la canción fue dirigido como ocurre eventualmente con los vídeos musicales de la banda por su guitarrista Adam Jones y se estrenó el 21 de mayo de 2001 En el utilizó técnicas de stop motion combinado con patrones de color y figuras humanoides similares a los vídeos anteriores de la banda. El video comienza con «Mantra», una pista que antecede a «Schism» en el álbum Lateralus. La parte de la guitarra en el medio se acortó para el video.

## Estructura
Esta canción es un perfecto ejemplo del uso de Tool de compases poco comunes en su música, haciéndola muy compleja. En vista más detallada de esto, el riff principal está en un compás alternado de 5/8 + 7/8, mientras en el interludio se utilizan un patrón de compases 6/8 + 6/8 + 6/8 + 3/8 + 3/4, y muchos otros cambios de compás. La banda dijo cómicamente que la canción está en 6.5/8.

## Lista de canciones
| CD Promo |          |          |  |
| N.º      | Título   | Duración |  |
| 1.       | «Schism» | 6:46     |  |

| DVD |                                         |          |  |
| N.º | Título                                  | Duración |  |
| 1.  | «Schism» (video musical)                | 7:29     |  |
| 2.  | «Schism» (comentario del video musical) | 7:29     |  |
| 3.  | «Schism» (Lustmord remix)               | 20:13    |  |

## Posicionamiento en listas y certificaciones
| Lista (2001-06)                     | Mejor posición |
| ----------------------------------- | -------------- |
| Estados Unidos (Billboard Hot 100)  | 67             |
| Estados Unidos (Modern Rock Tracks) | 2              |
| Estados Unidos (Mainstream Rock)    | 2              |
| Países Bajos (Mega Single Top 100)  | 56             |

| Lista (2019)                                  | Mejor posición |
| --------------------------------------------- | -------------- |
| Estados Unidos (Digital Songs)                | 10             |
| Estados Unidos (Hot Rock & Alternative Songs) | 5              |
| Estados Unidos (Rock Digital Song Sales)      | 3              |
| Reino Unido (UK Rock & Metal)                 | 32             |

| País           | Lista (2001)           | Posición |
| -------------- | ---------------------- | -------- |
| Estados Unidos | Modern Rock Tracks     | 4        |
| Estados Unidos | Mainstream Rock Tracks | 4        |

### Certificaciones
| País           | Organismo certificador | Certificación | Ventas  | Ref.   |
| -------------- | ---------------------- | ------------- | ------- | ------ |
| Canadá         | Music Canada           | Oro           | 5 000   | [ 15 ] |
| Estados Unidos | RIAA                   | Oro           | 500 000 | [ 16 ] |